# Irajá
Irajá est un quartier de la banlieue de Rio de Janeiro habité par une population de classe moyenne. Le quartier est coupé par l'Avenida Brasil. Aujourd'hui c'est un quartier de taille moyenne, avec un peu plus de cent mille habitants. 

## Personnages liés à Irajà
- Zeca Pagodinho, 1959, chanteur et compositeur

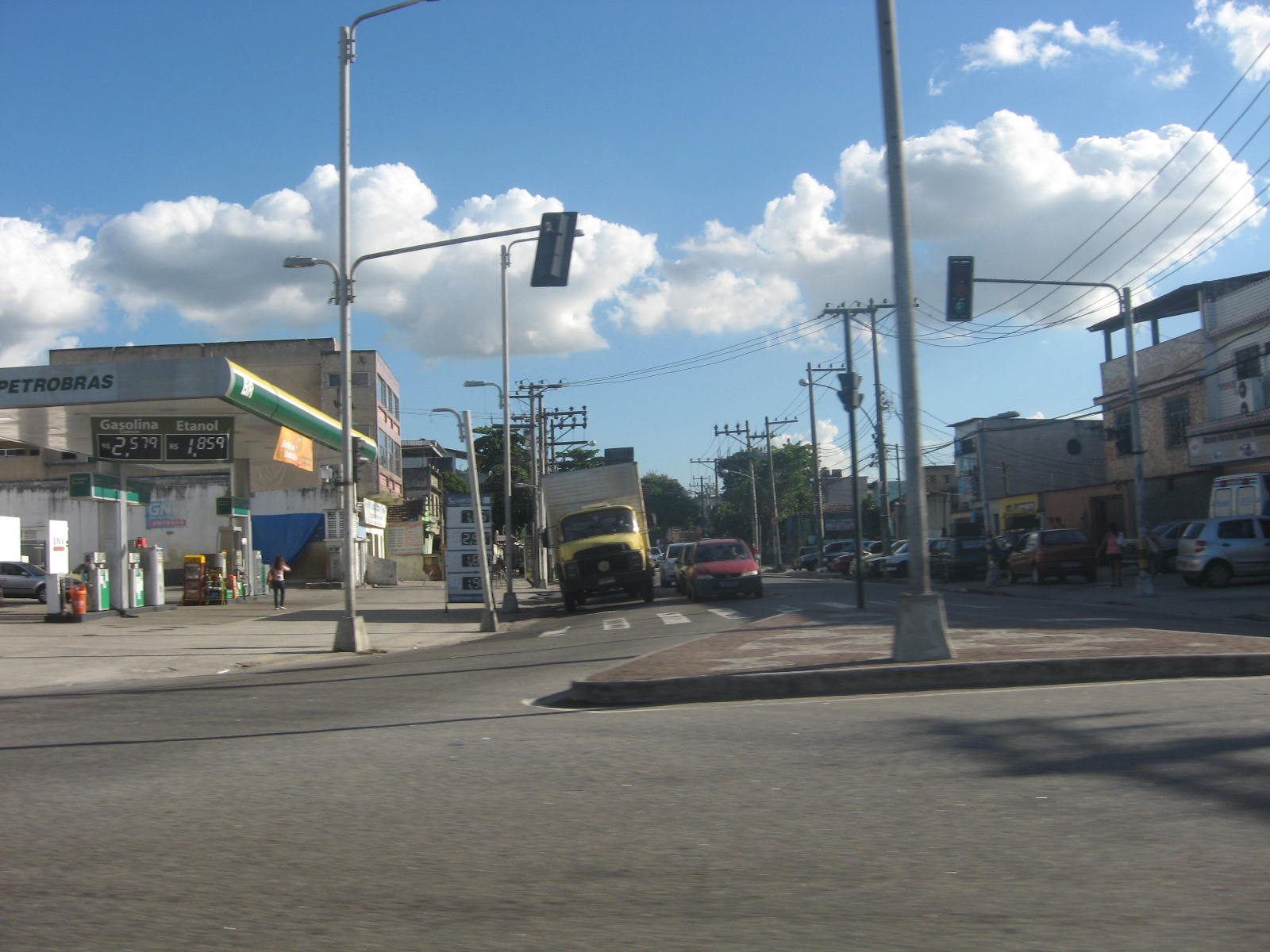
Vue du quartier d'Irajá.